# You Are
You Are ist ein Popsong von Lionel Richie aus dem Jahr 1982, das er mit seiner Exfrau Brenda Harvey Richie schrieb und mit James Anthony Carmichael produzierte. Er erschien auf seinem Debütalbum Lionel Richie.

## Inhalt
You Are beginnt mit einem Upbeat und verfügt über Bläsersektionen, der Backgroundgesang stammt von Richard Marx. Der Text ist eine Liebesbezeugung an den Partner.

## Geschichte
Die Veröffentlichung fand im Dezember 1982 statt. Obwohl sich das Lied in den Vereinigten Staaten und auch in Australien (Platz 17) dem Erfolg der Vorgänger anschließen konnte, wurde es Richies erster Song, der in Großbritannien nicht die Top Ten erreichte.
2012 erschien eine neu eingespielte Version des Songs zusammen mit dem Countrysänger Blake Shelton auf dem Album Tuskegee.

## Coverversionen
- 1995: Kenny Rogers
- 2001: John Davis